# Саркисьян, Василий Надонович
Василий Надонович Саркисьян (1922—1968) — Гвардии капитан Советской Армии, участник Великой Отечественной войны, Герой Советского Союза (1943).

## Биография
Василий Саркисьян родился 15 марта 1922 года в Одессе. После окончания девяти классов школы работал на фабрике. В 1941 году Саркисьян был призван на службу в Рабоче-крестьянскую Красную Армию. С начала Великой Отечественной войны — на её фронтах. В 1942 году Саркисьян окончил Рязанское пехотное училище.
С сентября 1942 года командовал стрелковым взводом в 5-й танковой армии на Юго-Западном фронте. С весны 1943 года — в 3-й гвардейской танковой армии.
В июле 1943 года командир мотострелкового взвода мотострелково-пулемётного батальона 88-й гвардейской танковой бригады гвардии лейтенант В. Н. Саркисьян при наступлении в районе станции Оптуха Орловской области смело наступал впереди, личным примером воодушевляя бойцов своего взвода.
В этом бою взвод под командованием гвардии лейтенанта В. Н. Саркисьяна уничтожил несколько десятков гитлеровских солдат и офицеров, обеспечив продвижение вперёд всего батальона, за что был награждён орденом Красной Звезды.
К сентябрю 1943 года гвардии лейтенант Василий Саркисьян командовал мотострелковым взводом 54-й гвардейской танковой бригады 7-го гвардейского танкового корпуса 3-й гвардейской танковой армии Воронежского фронта. Отличился во время битвы за Днепр.
24 сентября 1943 года передовой отряд во главе с Саркисьяном переправился через Днепр в районе села Трахтемиров Мироновского района Киевской области Украинской ССР и принял активное участие в боях за захват и удержание плацдарма на его западном берегу, продержавшись до переправы основных сил.
Встретив ожесточённое сопротивление противника, группа бойцов под командованием гвардии лейтенанта В. Н. Саркисьяна с боем выбила гитлеровских солдат из важных траншей, тем самым обеспечив более безопасную переправу через Днепр бойцов всего батальона.
Затем взвод под командованием гвардии лейтенанта В. Н. Саркисьяна принимал активное участие в ночной атаке, в ходе которой сёла Трахтемиров и Великий Букрин были освобождены от немецко-фашистских захватчиков.
Из наградного листа к званию Героя Советского Союза:

Гвардии лейтенант Саркисьян В. Н. смелый, инициативный и мужественный командир Красной Армии.
Под его командованием 9 бойцов его взвода вместе с ним под сильным огнём первый форсировал реку Днепр. Встретив сильное сопротивление противника, эта группа с боем выбила противника из важных траншей, обеспечив более безопасную переправу всего батальона.
Тов. Саркисьян В. Н. один из самых активных участников ночной атаки при взятии деревень Трахтемиров и Великий Букрин.
Гвардии лейтенант Саркисьян В. Н. достоин присвоения звания Герой Советского Союза.
Командир мотострелково-пулемётного батальона гвардии майор Давыдов. — наградной лист
Указом Президиума Верховного Совета СССР от 17 ноября 1943 года гвардии лейтенант Василий Саркисьян был удостоен высокого звания Героя Советского Союза с вручением ордена Ленина и медали «Золотая Звезда».
В 1945 году Саркисьян окончил высшую офицерскую бронетанковую школу. В 1947 году в звании капитана он был уволен в запас. Проживал и работал в Одессе. Скоропостижно скончался 19 сентября 1968 года.
Был также награждён двумя орденами Красной Звезды и рядом медалей.

## Награды
- Медаль «Золотая Звезда»[2][3].
- Орден Ленина (17.11.1943)[3]
- Орден Красной Звезды(02.08.1943)[4]
- Орден Красной Звезды(01.10.1943)[5]

- медали, в том числе:
  - «За оборону Кавказа»(1944)[6].
  - «За победу над Германией» (9 мая 1945[7])[8].
  - «За освобождение Варшавы»(9.6.1945)[9].
  - «20 лет Победы в Великой Отечественной войне 1941—1945 гг.» (7 мая 1965[10])
  - «30 лет Советской Армии и Флота»[11]
  - «40 лет Вооружённых Сил СССР»[12]
  - «50 лет Вооружённых Сил СССР» (26 декабря 1967[13])

## Память
- На могиле установлен надгробный памятник
- Его имя увековечено в Главном Храме Вооружённых сил России, и навсегда запечатлено на мемориале «Дорога памяти»